# Muriel Coneo
Muriel Coneo Paredes (ur. 15 marca 1987) – kolumbijska lekkoatletka specjalizująca się w biegach średnich i długich.

## Osiągnięcia
- dwa złote medale młodzieżowych mistrzostw Ameryki Południowej (Buenos Aires 2006)
- srebro (w biegu na 800 metrów) oraz brąz (w biegu na 1500 metrów) mistrzostw Ameryki Południowej (Tunja 2006)
- srebrny medal mistrzostw Ameryki Południowej w biegu na 800 metrów (São Paulo 2007)
- brązowy medal mistrzostw Ameryki Środkowej i Karaibów w biegu na 1500 metrów (Cali 2008)
- srebrny medal młodzieżowych mistrzostw Ameryki Południowej w biegu na 800 metrów (Lima 2008)
- srebro (w biegu na 1500 metrów) oraz brąz (w biegu na 800 metrów) mistrzostw Ameryki Południowej (Lima 2009)
- brązowy medal mistrzostw Ameryki Południowej w biegu na 800 metrów (Buenos Aires 2011)
- srebro (w biegu na 1500 metrów) oraz brąz (w biegu na 3000 metrów z przeszkodami) mistrzostw Ameryki Południowej (Cartagena de Indias 2013)
- złoty (w biegu na 3000 metrów z przeszkodami) i srebrny (w biegu na 1500 metrów) medal igrzysk boliwaryjskich (Trujillo 2013)
- złoto igrzysk Ameryki Południowej w biegu na 1500 metrów (Santiago 2014)
- złoto (w biegu na 1500 metrów) oraz srebro (w biegu na 3000 metrów) mistrzostw ibero-amerykańskich (São Paulo 2014)
- złoty (w biegu na 1500 metrów) i srebrny (w biegu na 3000 metrów z przeszkodami) medal igrzysk Ameryki Środkowej i Karaibów (Xalapa 2014)
- złoty medal mistrzostw Ameryki Południowej w biegu na 1500 metrów (Lima 2015)
- złoto igrzysk panamerykańskich w biegu na 1500 metrów (Toronto 2015)
- złoto (w biegu na 1500 metrów) oraz srebro (w biegu na 3000 metrów) mistrzostw ibero-amerykańskich (Rio de Janeiro 2016)
- dwa złote medale (w biegach na 1500 i 5000 metrów) mistrzostw Ameryki Południowej (Asunción 2017)
- wielokrotna mistrzyni i rekordzistka kraju

## Rekordy życiowe
- bieg na 800 metrów – 2:03,67 (2015)
- bieg na 1500 metrów – 4:06,99 (2016) rekord Kolumbii
- bieg na 1500 metrów – 4:15,73 (2018) rekord Kolumbii
- bieg na 3000 metrów – 9:04,79 (2016)
- bieg na 5000 metrów – 15:26,18 (2017)
- bieg na 3000 metrów z przeszkodami – 9:43,16 (2016)